# Крисп, Фрэнк
Сэр Фрэнк Крисп, 1-й баронет Крисп Бангейский из Саффолка (англ. Sir Frank Crisp, 1st Baronet Crisp, of Bungay, Suffolk, 1843—1919) — английский юрист, садовод и энтузиаст микроскопических исследований, активный член и спонсор Королевского микроскопического общества (почётный секретарь в 1878—1879 годах), Линнеевского общества (казначей и вице-президент в 1881—1906 годах). Известен как основатель поместья «Фрайар-парк», которое с 1970 года принадлежало Джорджу Харрисону.

## Биография
Родился в Лондоне; мать Фрэнка Криспа умерла, когда ему было 3 года, его воспитанием занимался дед — издатель-конгрегационалист Джон Филби Чайлдс. С 16 лет работал в адвокатской конторе Эшхёрста и Морриса, параллельно посещая занятия в Лондонском университете, в 1865 году получил степень бакалавра права. В 1867 году женился на Кэтрин Хоус, от которой имел шестерых детей; самостоятельной практикой занимался с 1869 года, и быстро приобрёл репутацию, работая с бизнесменами и финансистами. С 1871 года — партнёр в фирме Эшхёрста, Морриса и Криспа. Ф. Крисп обслуживал заключение иностранных железнодорожных концессий, среди его клиентов — Императорский военно-морской флот Японии. В 1908 году он составлял договор на раскалывание крупнейшего в мире алмаза Куллинан. В 1907 году возведён в рыцарское достоинство. В 1913 году, будучи юрисконсультом Либеральной партии, удостоился титула баронета.
Ещё в 1889 году он купил поместье Фрайар-парк в Хенли-он-Темс, которое полностью перестроил и расширил, разбил обширные сады и соорудил 120-комнатный особняк. Как отражение его интересов в садоводстве, опубликовал монографию «Садоводство в Средние века». Состоял также в Линнеевском обществе, в котором его жена стала одним из первых членов — женщин. Скончался в своём особняке 29 апреля 1919 года.
Джордж Харрисон посвятил его памяти несколько песен, в том числе «Ballad of Sir Frankie Crisp (Let It Roll)» и «Ding Dong, Ding Dong».